# Gianuario (vescovo)
Gianuario (Cartagine, III secolo – Abriola, III secolo) fu vescovo; secondo la tradizione agiografica, arrivato in Italia, sarebbe morto nel bosco del monte Arioso, poi condotto presso Marsico, di cui è il santo patrono.

## Agiografia
Secondo una tradizione agiografica riportata negli Acta Sanctorum , risalente verosimilmente all’XI o XII secolo, Gianuario fu un vescovo proveniente dall’Africa, giunto in Italia accompagnato dai diaconi Felice e Onorato. Dopo lo sbarco in Calabria, si dedicò alla predicazione del Vangelo, estendendo la sua opera missionaria alla Lucania.
La principale fonte di questa narrazione è il celebre erudito seicentesco Ferdinando Ughelli, monaco cistercense, il quale attinse tali informazioni direttamente dalla tradizione della Chiesa di Marsico, all’epoca antica e rilevante sede diocesana, retta politicamente dai principi Pignatelli, nobile casata napoletana devota al santo Ughelli riferisce che sotto l’episcopato di Grimaldo, quinto vescovo della cronotassi marsicense e vissuto nel X secolo, si sarebbe verificata una straordinaria traslazione di reliquie dal Monte Arioso alla città di Marsico Nuovo. L’evento sarebbe stato preceduto dall’apparizione in sogno di Gianuario a una donna devota, la “pia Susanna”. 
Il luogo della sepoltura originario del santo, individuato sul Monte Arioso, è ancora oggi riconosciuto da un tumulo denominato macera, dove ogni anno, il 17 agosto, viene celebrata una messa. Già nel XVII secolo, anche grazie agli studi del cardinale Cesare Baronio, era noto che in Basilicata vi fossero numerosi martiri di nome Ianuarius, giustiziati durante le persecuzioni di Diocleziano. Questo ha contribuito alla formazione della “leggenda di San Gianuario”, che presenta alcune discrepanze rispetto alle fonti storiche canoniche, essendo il fenomeno dal quale nasce il culto, l’apparizione e la traslazione delle reliquie, e non il martirio di Gianuario.
Dunque secondo la ricostruzione basata su queste tradizioni, nel III secolo un predicatore cristiano di nome Ianuarius, accusato dal magistrato Leonzio di turbare l’ordine pubblico, fu condannato a morte nel contesto delle persecuzioni dioclezianee. Sfuggito inizialmente alla condanna, si rifugiò a Marsico, dove era già conosciuto per la sua missione. Tuttavia, fu raggiunto e catturato nei boschi del Monte Arioso, dove venne decapitato con un colpo di scure insieme ai suoi due diaconi, Felice e Onorato.
Una tradizione popolare narra che, dopo la decapitazione, la testa del santo si sollevò da terra e parlò ai carnefici. Dal punto in cui cadde, sarebbe sgorgata una sorgente. Il corpo di Gianuario venne sepolto in una fossa ai piedi di un albero, ricoperto di pietre e terra, ed è oggi conservato nella chiesa di San Gianuario assieme al giogo legato ai buoi che la folla in processione condusse all’Arioso per trasportare le reliquie. Secondo la leggenda fu la sorte a condurre gli animali a Marsico.
San Gianuario è venerato come patrono dell’arcidiocesi di Potenza-Muro Lucano-Marsico Nuovo, insieme a san Gerardo della Porta e san Gerardo Maiella.

## Culto e Tradizioni

### Le reliquie
Secondo le informazioni derivanti da bolle in possesso della Chiesa di Marsico, nell'853 una donna marsicana di nome Susanna per tre notti consecutive sognò Gianuario che le diceva: “Susanna, va' dal vescovo Grimaldo e digli che il mio corpo giace inonorato nel bosco dell'Arioso, fra le radici di un faggio. Digli che io desidero essere condotto là in Marsico”. La donna obbedì, ma il vescovo inizialmente non le prestò ascolto. Il giorno seguente, quando la città venne minacciata da una forte tempesta, il vescovo decise però di andare in processione verso il luogo descritto dalla donna insieme all'abate di Santo Stefano. 
Il corpo venne ritrovato nel bosco, sotto un faggio. Sorse quindi una questione tra il vescovo e l'abate riguardo alla custodia delle spoglie. Secondo la tradizione, si decise di affidare il carro che trasportava il corpo del santo a due buoi, lasciandoli liberi di muoversi. Gli animali si diressero verso Marsico e si fermarono davanti alla Badia di Santo Stefano (l'attuale chiesa di San Gianuario).
Il tumulo dove fu trovato il corpo del santo, visibile ancora come un grosso mucchio di pietre, volgarmente chiamato “Macera” è adiacente a un ruscello che ancora conserva il nome di Fonte di san Gianuario. Ogni anno è tradizione visitare il luogo in cui il Santo fu martirizzato nove giorni prima della solennità, vale a dire: il 17 agosto.
Nel 1502 Gonzalo Fernández de Córdoba incendiò Marsico e i suoi soldati rubarono un braccio di san Gianuario. Anche questo episodio era ben noto a Ferdinando Ughelli, che ci ha donato la più dettagliata delle agiografie. Rientrati in Spagna lo portarono nella città di Ciudad Rodrigo, dove si venera il culto di Gianuario.
Del corpo del santo si erano nel frattempo perse le tracce. Quando il vescovo Pietro Ignazio Marolda nel 1826 fece scavare nella chiesa di Santo Stefano, il corpo del Santo fu ritrovato ad eccezione del braccio trafugato. Il 31 gennaio 1827 il vescovo ordinò quindi che le ossa fossero traslate nella chiesa cattedrale.
Il 25 agosto 1950 il vescovo Augusto Bertazzoni procedette alla rimozione delle sacre reliquie di San Gianuario dalla vecchia urna per riporle in una nuova offerta dalla popolazione.
All'interno dell'urna fu rinvenuto un documento che diceva: 
Tradotto:
Qui sono custodite le reliquie di San Gianuario Martire, che un tempo, come si tramanda, fu Vescovo di Cartagine in Africa e che, durante la persecuzione di Diocleziano e Massimiano, fuggito in Italia, nell’anno 282 cadde nelle mani dell’empio Leonzio, governatore della provincia della Lucania. Per suo ordine, fu decapitato nel luogo detto Arioso, insieme a Felice e Onorato.
Le loro ossa, rimaste a lungo sconosciute ai cristiani, furono ritrovate per divina rivelazione a una pia donna di nome Susanna, durante l’episcopato di Grimaldo, vescovo di Marsico. Non senza miracolo furono traslate nella cappella di Santo Stefano Protomartire e deposte sotto l’altare dedicato al nome del Martire, fino al giorno 31 gennaio dell’anno 1827.
In quel tempo, poiché la cappella stava crollando, per volontà di Pietro Ignazio Marolda, Vescovo di Marsico e di Potenza, le reliquie furono traslate e qui deposte per essere venerate.

### La festa patronale a Marsico Nuovo
San Gianuario, patrono di Marsico Nuovo è ricordato nella località lucana con una celebrazione che si tiene il 26 agosto.
Dal 1980 al 2016 la celebrazione del pontificale è stata officiata dal vescovo nella Piazza Umberto I, poiché la cattedrale era ancora inagibile a causa del terremoto.
Dal 2017 è stata ripresa la celebrazione nella concattedrale.
La festa civile prevede abitualmente una serata di musica lirica ed una di musica leggera e un grande spettacolo di giochi pirotecnici, i rinomati fuochi di San Gianuario. 
La festa è strutturata in tre giorni, nel primo, il 25 Agosto, il Santo non esce dalla chiesa nella quale si celebra l’ultima giornata della messa novenale, per nove giorni infatti la messa è celebrata in orario pomeridiano, e vengono sparati tre colpi pirotecnici scuri alle ore 17:00.
Il 26 mattina, il santo che si trova in cattedrale dall’inizio della novena (la cattedrale è stata ufficialmente intitolata anche a San Gianuario come descrivono gli atti diocesani). Il vescovo di Marsico, che oggi siede a Potenza, vi celebra messa solenne. Sono generalmente presenti autorità provenienti dalla zona pastorale della Val d’Agri, un tempo diocesi di Marsico.
Dopodiché, dalla sommità della Civita, il santo giunge al Casale, la terza collina di Marsico per poi tornare nella piazza Umberto I e attraversare il viale. Una stanza introdotta negli anni 2000 è quella di lasciare la statua nella cappella di San Donato, ove rimarrà sino al trasporto in Cattedrale il 27 Agosto, ultimo giorno di festa in cui si celebra il patrono Sant’Augustale.
Per quanto riguarda la festa laica, sono state abolite da decenni le cosiddette riffe, nonché le questue in grano, scelta del sindaco comunista Lionello Romania, senatore della Repubblica negli anni ‘70. Grazie al sostegno pubblico, infatti nella vigilia è generalmente realizzata una serata di musica lirica o banda in cassa armonica. Il 26 si tiene un concerto di musica leggera che ha visto protagonisti artisti rinomati del panorama musicale italiano. Il 27 si aggiunge una serata di spettacolo ulteriore per la festa del compatrono.
Altra tradizione degna di nota è la fiera del 23 agosto che precede la festa, essa era anticamente occasione di acquisto del bestiame, che veniva condotto in paese dagli allevatori. 